# Odry
Pour les articles homonymes, voir Odry (Pologne) et Charles Odry.
Odry (en allemand : Odrau) est une ville du district de Nový Jičín, dans la région de Moravie-Silésie, en République tchèque. Sa population s'élevait à 7 343 habitants en 2024.

## Géographie
Odry est arrosée par l'Oder et se trouve à 8 km au sud-ouest de Fulnek, à 16 km au nord-ouest de Nový Jičín, à 36 km au sud-ouest d'Ostrava et à 248 km à l'est-sud-est de Prague.
La commune est limitée par Spálov, Jakubčovice nad Odrou et Heřmanice u Oder au nord, par Fulnek au nord-est, par Suchdol nad Odrou à l'est, par Mankovice, Vražné et Bělotín au sud, et par Jindřichov à l'ouest. Les quartiers de Kamenka et Klokočůvek constituent une exclave, séparée du reste de la commune par Heřmanice u Oder.

## Histoire
La localité est désignée pour la première fois sous le nom d'Odra en 1362.

## Administration
La commune se compose de neuf sections :
- Odry
- Dobešov
- Kamenka
- Klokočůvek
- Loučky
- Pohoř
- Tošovice
- Veselí
- Vítovka

## Transports
Par la route, Mošnov se trouve à 20 km de Nový Jičín, à 48 km d'Ostrava et à 318 km de Prague.